# 寺神戸亮

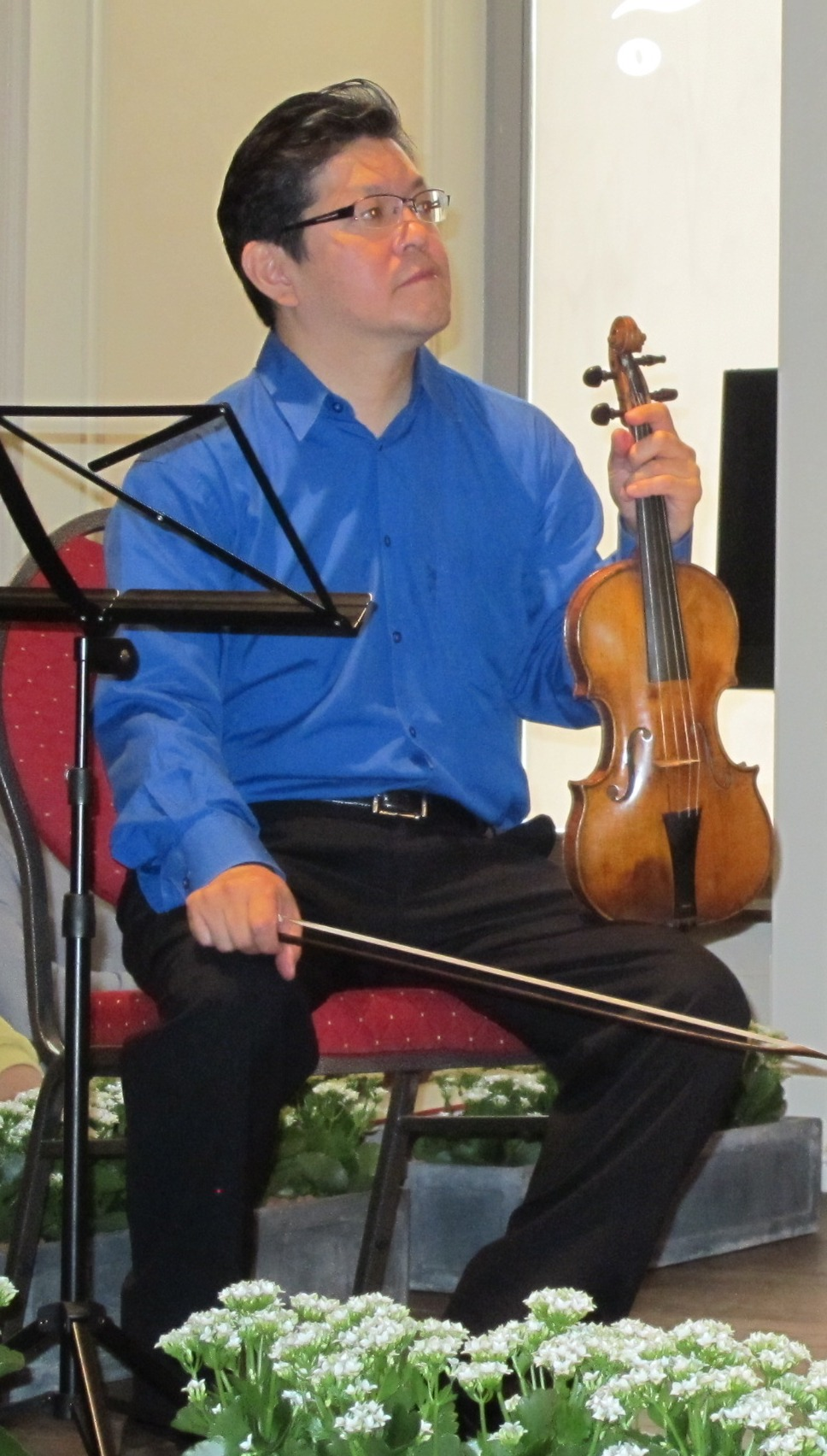
2013

寺神戸 亮（てらかど りょう、1961年、ボリビア、サンタクルス － ）は日本人のヴァイオリニスト、指揮者である。ベルギー、ブリュッセル在住。
ボリビア東部サンタクルスの生まれ。4歳から幼稚園の音楽教室でヴァイオリンを始める。桐朋学園大学でヴァイオリンを久保田良作、室内楽を三善晃、安田謙一郎らに師事。
桐朋の古楽科講師（現教授）のフルート奏者、有田正広の影響で古楽演奏に興味を持ち、1982年に有田らとともに演奏グループ、「コンセール・スピリテュエル」を結成、オランダ留学まで演奏活動を行う。
在学中の1983年に日本音楽コンクールで第3位入賞。1984年、同大学を首席で卒業すると同時に東京フィルハーモニー交響楽団にコンサートマスターとして入団した。
かねてから興味を持っていたオリジナル楽器によるバロック音楽の演奏に専念するため、同楽団を1986年に休団（のちに退団）。同年にオランダのハーグ王立音楽院に留学し、シギスヴァルト・クイケンのもとで研鑽を積んだ。その後ハーグ王立音楽院およびブリュッセル音楽院にて教鞭をとる。
1993年発売の『ルクレール、ヴァイオリン・ソナタ集』（デンオン・アリアーレ）でソリストとしてCDデビューを果たす。その後同レーベルの『コレッリ、ヴァイオリン・ソナタ集作品5・第7番‐第12番』（1995年）と、『モーツァルト、ヴァイオリン協奏曲第3番、他』（1996年）で二年連続してレコード・アカデミー賞を得て、同レーベルの主要ソリストとなる。
1995年、「第1回北とぴあ国際音楽祭」のパーセルのオペラ『ダイドーとアエネス』で指揮者デビュー。以降、バロック・オペラ、オペラ・コミックなどを指揮している。
近年はバロック・ヴァイオリンの他、バロック期に存在したヴィオロンチェロ・ダ・スパッラ（肩かけチェロ）の復元・演奏にも深くかかわっている。この楽器を用いて世界で初めて録音したJ.S.バッハの『無伴奏チェロ組曲（全曲）』で2008年度レコード・アカデミー大賞器楽曲部門を受賞した。
2015年には、東燃ゼネラル音楽賞を受賞。2016年現在、デンマーク王立音楽院教授、桐朋学園大学特任教授を務める。